# اسپرسی البرزی
اسپرسی البرزی (نام علمی: Hedysarum elbursense) نام یک گونه از سرده اسپرسی است.